# Eclipse solar de 25 de outubro de 2022
O eclipse solar de 25 de outubro de 2022 foi um eclipse solar parcial visível na Europa, na Sibéria, no Oriente Médio, na Ásia Ocidental e no nordeste da África. A fase máxima do eclipse parcial foi registrada na Sibéria perto de Nizhnevartovsk na Rússia. É o eclipse número 55 na série Saros 124 e teve magnitude 0.8623.